# Victor Loret
Victor Clément Georges Philippe Loret /vikˈtɔʀ lɔˈʀɛ/ (1º settembre 1859 – 3 febbraio 1946) è stato un egittologo francese.
Suo padre Clément, musicista, gli trasmise la passione per la musica che coltivò per tutta la vita anche se fin dai 14 anni iniziò ad interessarsi dell'egitto antico.
Compì i suoi studi a Parigi presso l'École pratique des hautes études con Gaston Maspero. Di quest'ultimo fu il discepolo prediletto.
Soggiornò a più riprese in Egitto, e pubblicò la sua prima opera, L'Égypte aux temps des Pharaons, nel 1898. Loret fu nominato, nel 1897, direttore generale delle Antichità Egiziane. Ricoprendo tale incarico effettuò negli anni seguenti numerosi scavi che portarono ad importanti scoperte.
Nel 1898 scoprì nella Valle dei Re le tombe di Thutmose III (KV34), di Amenhotep II (KV35) e di Maiherpera.
Loret scoprì anche le tombe KV32, KV33, KV36, KV38.
Loret fu professore di egittologia a Lione. Qui formò egittologi di grande valore quali: Moret, Kuentz, Dévaud, Gauthier, Montet e Alexandre Varille. 

## Pubblicazioni
- Le tombeau d'Aménophis II et la cachette royale de Biban el-Molouk, n°3, pp. 98–112, BIE, Il Cairo, 1899.
- Le tombeau de Thoutmès III à Biban el-Molouk, n°3, pp. 91–97, BIE, Il Cairo, 1899.
- Con A. Bonnet, L'oryx dans l'ancienne Égypte, étude sur le nom égyptien de l'oryx, H. Georg, Lione, 1908.
- La valle dei Re riscoperta - I giornali di scavo di Victor Loret (1898-99) e altri inediti, pagg. 334, 2004, SKIRA